# Apodichthys sanctaerosae
Apodichthys sanctaerosae is een  straalvinnige vissensoort uit de familie van botervissen (Pholidae). De wetenschappelijke naam van de soort is voor het eerst geldig gepubliceerd in 1897 door Gilbert & Starks.